# Kiến đầu to
Kiến đầu to (Danh pháp khoa học: Pheidole megacephala) là một loài kiến trong họ Formicidae có nguồn gốc từ châu Phi. Loài này được mô tả lần đầu bởi Johan Christian Fabricius vào năm 1793.

## Đặc điểm
Đây là một loài sống lang thang, lan tràn trên toàn cầu qua con đường thương mại của con người, chúng thường bò trên cây cỏ và được chuyển đi khắp nơi thông qua những kiện hàng gởi đến các vùng khác trên thế giới. Loài kiến đầu to này có thể cắn người, nhưng cắn không đau và không gây hại. Đây là một loài kiến ăn thịt hung dữ đã tiêu diệt nhiều loài sinh vật bản địa bản địa như kiến, bọ cánh cứng, bướm đêm, nhện và các loài côn trùng đã chết
Trong xã hội của chúng phân chia thành hai loại chính là kiến lính và kiến thợ. Cái tên kiến đầu bự bắt nguồn do cái đầu có kích thước to lớn so với cơ thể của kiến lính cùng với cặp hàm như gọng kìm. Trong một đàn có thể có nhiều kiến chúa. Những con kiến làm ổ trong đất, vì chúng đang được coi là một thứ dịch làm hại nông nghiệp và là một trong những loài côn trùng xâm lấn nhất trên thế giới. Không những chúng có thể kéo vào nhà ở với số lượng lớn để tìm thức ăn và nước, mà chúng còn thay thế những loài kiến khác và ăn những thứ côn trùng có ích.
Chúng hoành hành ở Úc và trở thành một loài xâm lấn ghê gớm. Loài xâm lấn này đã được tìm thấy tại Costa Mesa thuộc California của Hoa Kỳ đã tìm thấy những đàn kiến thuộc một chủng loài hung dữ trong sân trước của một căn nhà. Đây là lần đầu tiên loài kiến này xuất hiện trong môi trường tự nhiên tại California.Loài côn trùng này sống lang thang, di chuyển khắp nơi trên thế giới thông qua các con đường thương mại của con người nhưng sinh sống chủ yếu ở vùng Florida của Mỹ. Chúng có kích thước từ 0,063 – 0,12 cm, màu nâu nhạt hoặc màu đỏ sẫm. Kiến đầu to có thể hình thành siêu khuẩn và được coi như là một thứ dịch hại nông nghiệp và ảnh hưởng đến sức khỏe con người. Sinh sống chủ yếu gần các gò cát hoặc trong các vết nứt của vỉa hè.
Kiến lính làm việc như những người lính và bảo vệ tổ. Chúng cũng sử dụng cái hàm lớn của mình để làm nứt các hạt giống cũng như các thức ăn khác cho các thành viên trong tổ. Những kiến thợ có kích thước bằng một nửa kích thước của kiến lính. Kiến thợ kiếm thức ăn cho tổ, thường là cho kiến chưa trưởng thành và xây dựng tổ. Số lượng kiến thợ thường nhiều hơn rất nhiều lần kiến thợ chính. Loài kiến này dù không gây hại đến các cấu trúc xây dựng, nhưng lại được biết là vật mang trong mình loài sán dây. Ngoài trời, những con kiến ăn côn trùng và mật ngọt. Khi chúng tìm kiếm thức ăn trong nhà, chúng thích các loại thực phẩm có hàm lượng protein cao. Chúng dễ dàng tạo ra những con đường mòn giữa tổ và các nguồn thức ăn. Vì thế đôi khi có thể lần theo những con đường này và tìm thấy tổ của chúng.